# 夕希実久
夕希 実久（ゆうき みく）は、日本の漫画家。女性。
主に、集英社の少女漫画誌・『マーガレット』に執筆。
『マリーミー!』は、2015年から2019年まで株式会社LINEが運営するアプリ『LINEマンガ』で連載していた作品で、 ”本当に面白いWEB発マンガ” を選出・表彰するマンガ大賞「100万人が選ぶ 本当に面白いWEBコミックはこれだ! 2018」の「女性向け作品ランキング」の1位を獲得した。同作は2020年10月にテレビドラマ化された。

## 作品リスト

### 連載
- リトル・マエストラ（マーガレットコミックス、全1巻）- 原作いずみ♡組、[6]
- チャイルド・キャッスル（『マーガレット』、マーガレットコミックス、全2巻）
- マリーミー!（『LINEマンガ』2015年7月26日[7] - 2019年、LINEコミックス[8]、全11巻）
- 僕のソルシエール（『LINEマンガ』2020年 - 2022年、LINEコミックス、全7巻）

### アンソロジー
- こみっくがーるずアンソロジーコミック第1巻（2018年4月26日発売[9]） - イラスト[9]